# Le Fresne-Poret
 Le Fresne-Poret  es una población y comuna francesa, situada en la región de Baja Normandía, departamento de Mancha, en el distrito de Avranches y cantón de Sourdeval.

## Demografía
| 382 | 357 | 312 | 317 | 277 | 241 |
| Para los censos de 1962 a 1999 la población legal corresponde a la población sin duplicidades (Fuente: INSEE [Consultar]) |     |     |     |     |     |